# Заречное (Зейский район)
В Амурской области также есть сёла Заречное в Архаринском районе и Заречное в Белогорском районе
Заре́чное — село в Зейском районе Амурской области, Россия.
Входило в Амуро-Балтийский сельсовет.
23 июня 2011 года Законом Амурской области населённый пункт упразднён.
Село Заречное, как и Зейский район, приравнено к районам Крайнего Севера.

## География
Село Заречное стоит на правом берегу реки Уркан (правый приток Зеи).
Через село Заречное проходит автодорога областного значения «Зея — Тыгда» (село Тыгда расположено на Транссибе и вблизи федеральной трассы Чита — Хабаровск).
Расстояние до города Зея 40 км (через Сосновый Бор и Овсянку).
На юго-восток от Заречного идёт дорога к сёлам Амуро-Балтийск и Сиан.

## Население
| 2002 | 2010 |
| ---- | ---- |
| 1    | →1   |